# 統計量
統計量（とうけいりょう）とは、統計学において、一組の標本データに、目的に応じた統計学的なアルゴリズム（関数）を適用し得た、データの特徴を要約した数値を指す。なお十分性をもつ統計量を十分統計量と呼ぶ。日本産業規格では「確率変数だけで規定された関数」と定義している。

## 概念
例えば簡単な統計量の一例として算術平均を計算する際には、全てのデータ数値を合計しデータ数値の数で割るというアルゴリズムを用いる。
統計学的には、対象とするデータは母集団から抽出される標本であり、標本から直接算出される統計量は観測（観察）できるランダム変数の一種であり、標本の性質を表現する数値である。普通は母集団を母数（観測できない）によって特徴づけられる確率分布として仮定し、そこからあるサイズの標本をランダムに抽出するものとする。
母数の値、例えば全国の25歳の男性の身長の平均は観測できないが、それに対応する統計量、例えば100人の身長の平均は観測できる。また母数と対応する統計量（例の場合には母集団平均身長と100人の平均身長）との差（推定量の偏り）もランダム変数であるが、これは観測できるものではないから、統計量ではない。

## 統計量の種類
統計量は、使用する目的に応じた名が付けられることがある。
- 要約統計量（記述統計量）: 標本の性質を要約するための統計量。
- 検定統計量: 統計学的検定に利用するために標本から算出する統計量。
- 順序統計量: 標本を値の大小で並べたときの順序。

母数を統計学的に推定するための統計量を特に推定量（正しくは推定関数）という。